# Echeto
Nella mitologia greca Echeto (in greco antico: Ἔχετος?, Échetos) è un re dell'Epiro, figlio di Euchenore e Flogea.

## Mitologia
Noto per la sua violenza e crudeltà, Echeto viene citato due volte nell'Odissea, in entrambi i casi da Antinoo. La prima volta Antinoo minaccia il mendicante Iro che, nel caso avesse perso lo scontro contro Ulisse (sotto mentite spoglie), lo avrebbe mandato dal "tiranno Echeto" (XVIII, 85), che gli avrebbe mozzato il naso, le orecchie e i genitali per darli in pasto ai suoi mastini; la seconda, Antinoo rivolge la minaccia direttamente al re di Itaca, intimandogli di cessare con la richiesta di partecipare alla prova dell'arco o, altrimenti, lo avrebbero imbarcato su una nave e mandato dal tiranno Echeto. In entrambi i casi Antinoo si riferisce al tiranno con l'appellativo di "flagello del genere umano" o "massacratori di tutti i mortali".
Il sadismo del tiranno si estendeva anche ai suoi famigliari: stando alle Argonautiche, quando Echeto scoprì che la figlia Merope (o Anfissa) aveva una relazione segreta con Ecmodico egli avrebbe fatto accecare la giovane con degli spilli. Merope sarebbe poi stata rinchiusa in una torre con dei chicchi di bronzo, con l'ironica promessa che sarebbe stata liberata soltanto una volta che avesse macinato i grani fino a ridurli in farina. A Ecmodico invece spettò la sorte che Antinoo aveva minacciato a Iro.

## Etimologia
Incerta è l'etimologia del nome. Stando al Dizionario Etimologico della Mitologia Greca, "Echeto" deriverebbe dal verbo "avere" (ἔχω, éco), e significherebbe dunque "il possessore" o, nel caso si trattasse di un aggettivo verbale, "da tenere lontano". Per Hans von Kamptz, invece, il nome potrebbe essere una forma abbreviata di Ἐχέτιμος (Echétimos) e significherebbe quindi "onorato", "che ha onore".